# Smith's
La Smith's, già Roméo-Smith's, era una squadra maschile belga di ciclismo su strada, attiva nel professionismo dal 1966 al 1968 sotto la direzione di Guillaume Driessens.

## Storia
La Roméo-Smith's venne fondata all'inizio del 1966 da Guillaume Driessens, già direttore sportivo della Roméo-Flandria, formazione attiva nel professionismo fino al 1965; la nuova squadra, data la temporanea dismissione del team Flandria, venne costituita intorno a un nucleo di quindici ciclisti ex Flandria, tra cui Willy Planckaert, Guido Reybrouck e Georges Vandenberghe.
Durante i tre anni di attività, la squadra venne invitata a due Giri d'Italia (1967, 1968), un Tour de France (1966) e una Vuelta a España (1967), ottenendo ben tredici successi di tappa complessivi, tra cui sei al Tour 1966 e cinque al Giro 1968, e la vittoria nella classifica a punti al Tour 1966 con Willy Planckaert. Anche nelle corse di un giorno giunsero risultati di rilievo: spiccano le vittorie nella Liegi-Bastogne-Liegi 1968 con Valère Van Sweevelt, nella Parigi-Tours 1966 Guido Reybrouck, in due edizioni del Grand Prix Pino Cerami (1967: Willy Planckaert; 1968: Julien Stevens) e nella Nokere Koerse 1968 con Frans Brands.
Al termine della stagione 1968 la squadra, nota quell'anno solo come Smith's, si sciolse, confluendo nella Faema, la formazione italo-belga capitanata da Eddy Merckx.

## Cronistoria

### Annuario
| Anno | Codice | Nome                      | Cat. | Biciclette | Dirigenza                                         |
| ---- | ------ | ------------------------- | ---- | ---------- | ------------------------------------------------- |
| 1966 | -      | Roméo-Smith's-Plume Sport | Pro  | -          | Dir. sportivi: Guillaume Driessens, Frans Plasria |
| 1967 | -      | Roméo-Smith's-Plume Sport | Pro  | -          | Dir. sportivi: Guillaume Driessens, Frans Plasria |
| 1968 | -      | Smith's                   | Pro  | -          | Dir. sportivi: Guillaume Driessens, Frans Plasria |

## Palmarès

### Grandi Giri
- Giro d'Italia

Partecipazioni: 2 (1967, 1968)
Vittorie di tappa: 5
1967: 5 (3 Planckaert, Van Vlierberghe, Vandenberghe)
Vittorie finali: 0
Altre classifiche: 0
- Tour de France

Partecipazioni: 1 (1966)
Vittorie di tappa: 6
1966: 6 (2 Planckaert, Reybrouck, Vandenberghe, Schutz, Van Vlierberghe)
Vittorie finali: 0
Altre classifiche: 1
1966: Punti (Willy Planckaert)
- Vuelta a España

Partecipazioni: 1 (1967)
Vittorie di tappa: 2
1967: 2 (Reybrouck, Lauwers)
Vittorie finali: 0
Altre classifiche: 0

### Classiche monumento
- Liegi-Bastogne-Liegi: 1

1968 (Valère Van Sweevelt)